# ألكسندر جيتوفيتش
ألكسندر إليتش جيتوفيتش (1 مارس 1909 - 9 أغسطس 1966) (بالروسية: Алекса́ндр Ильи́ч Ги́тович) هو شاعر سوفيتي-روسي ومترجم للشعر الصيني والكوري (مثل: لي باي).
ولد جيتوفيتش في سمولينسك ودرس في جامعة لينينغراد الحكومية. شارك في الحرب الوطنية العظمى. توفي في كوماروفو بسانت بطرسبرغ، ودفن هناك، غير بعيد عن قبر صديقته آنا أخماتوفا.